# Anopheles brevipalpis
Anopheles brevipalpis är en tvåvingeart som beskrevs av Richard Roper 1914. Anopheles brevipalpis ingår i släktet Anopheles och familjen stickmyggor. Inga underarter finns listade i Catalogue of Life.